# Robin Nicholas
Robin Nicholas (né en Grande-Bretagne en 1947) est un typographe.

Arial

C’est d’abord par le dessin technique qu'il a pu exprimé son talent artistique, sa rigueur et son souci du détail. Il entre chez Monotype en 1965. Après sa formation au sein de l’entreprise, ses premiers projets d’importance furent la revitalisation de typographies existantes. Il étudia les outils traditionnels du poinçon et la préparation des fontes pour épreuves.
En 1982, il crée une police de caractères destinée aux imprimantes laser à basse-résolution qui deviendra Arial. Cette dernière sera retravaillée au compte de Microsoft pour devenir l’une des polices par défaut du système d’exploitation. La signature de Nicholas se trouve derrière l’identité typographique de plusieurs entreprises : British Airways, Scandinavian Airlines, Barclays Bank, Opel automobiles et Ikea. Il porte le titre de conférencier lors de rencontres sur le design et dans les collèges.

## Caractères
- Arial
- Cambria
- Clarion
- Columbus
- Fairbank MT
- Felbridge
- Monotype Janson
- Nimrod
- Pastonchi
- Van Dijck
- Ysobel